# Лі Чжін Ук
Лі Чжін Ук (кор. 이진욱, 李陣郁; нар. 16 вересня 1981) — південнокорейський актор. Найбільш відомий за головною роллю в романтичному серіалі «Скляний замок» (2008—2009), серіалі про подорожі в часі «Дев'ять» (2013), романтичних серіалах «Мені потрібна романтика» (2012) і «Час, коли ми не були закохані» (2015), кримінальному трилері «Голос» (2-3 сезони), апокаліптичному серіалі жахів «Милий дім» на Netflix і другорядною роллю в комедійному фільмі «Міс бабуся» (2014).

## Кар'єра
Лі Чжін Ук вивчав екологічну інженерію в Університеті Чонджу, а потім переключився на акторську майстерність. Розпочав свою кар'єру в індустрії розваг, знімаючись у рекламних роликах. Його перші другорядні акторські ролі — у фільмі «Головний госпіталь: Тисяча днів» та південнокорейському фільмі «Одного разу в старшій школі» 2004 року з Квон Санг Ву, Ан Нае Саном, Джу Джин Мо та Со Дон Воном у головних ролях. Свою першу роль на телебаченні Лі отримав у фільмі «Погана дівчинка» у 2004 році, а згодом отримав інші ролі у телевізійних драмах «Закохані наодинці», «Одного разу», «Посміхнись знову», та «Воскресіння» з Ум Те Вонгом у головній ролі. У 2006 році Лі зіграв головну роль у південнокорейському фільмі «Брудний карнавал».